# Steve Coleman
Steve Coleman (* 20. září 1956 Chicago) je americký jazzový saxofonista. Poté, co se přestěhoval do New Yorku, začal vystupovat v orchestru Thada Jonese a Mela Lewise. Následně spolupracoval s dalšími hudebníky, jako byli Dave Holland, Sam Rivers, Abbey Lincoln, Billy Hart, Cecil Taylor, Chico Freeman, Ravi Coltrane, Michael Brecker a podílel se i na nahrávkách skupiny The Roots. V osmdesátých letech byl členem uskupení M-Base. První album pod svým jménem vydal v roce 1985 a neslo název Motherland Pulse.